# Paroisse de Biver
La paroisse de Biver, qui correspond géographiquement au quartier de Gardanne portant le même nom, est l’une des 120 paroisses de l'Archidiocèse d'Aix-en-Provence, ce dernier étant une circonscription territoriale de l'Église catholique romaine en France.
La paroisse fut créée en 1925 pour la cité Biver, cœur socio-historique du bassin minier qui accueillait une main-d'œuvre en très large majorité étrangère.
Le hameau de Biver doit son nom à l'ingénieur des mines belge Ernest Biver qui y fait foncer un puits de mine en 1893 et donne son nom au village. La paroisse de Biver est officiellement créée en 1925.

## La paroisse

### L’histoire de Biver
L’histoire de Biver est liée à l’exploitation de la mine, dans la deuxième moitié du XIXe siècle … En 1782 déjà, il est question de remplacer le bois par le charbon.
9 Floréal, An XII : Matthieu, ingénieur en chef des Mines dit, dans un rapport, que l’exploitation de Gardanne aurait été commencée vers 1700. Les 1ers sites d’extraction consistaient en descenderies suivant la pente de la couche, jusqu’à ce que les eaux envahissent le chantier, obligeant les mineurs à l’abandonner. Le sortage du charbon se faisait par des enfants de 9 à 14 ans appelés mendits.
En 1816 : Davy invente la lampe de sécurité des mineurs. C’est l’époque où Karl Marx … écrit Le Capital.
En 1827, un mémoire adressé aux autorités départementales indique que : « les mines de Gardanne continuent à être dévastées par l’inexpérience des ouvriers et l’abus des ouvertures. Il y a dans la contrée Peynier-Fuveau-Gardanne  plus de 80 puits percés illicitement et plus de 200 puits abandonnés. Et pendant ce temps, à Marseille, quantités d’usines chôment, faute de combustible. L’exploration sur l’angle de 45° se fait par des piqueurs trop cupides qui s’adjoignent de tout petits enfants pour porter sur le dos des poids inhumains… »
En 1854, Ernest Biver est un jeune ingénieur des mines, capitaine d’État-major de l’armée belge, il décide de faire carrière dans l’industrie. Arrivé dans les Bouches-du-Rhône pour un poste dans les mines de lignite… il impose rapidement de nouvelles techniques d’exploitation et de gestion, le bassin connait l’essor économique.
En 1889, le ministre des Travaux Publics déclare d’utilité publique le projet d’une galerie partant des mines de Gardanne et allant aboutir à la Madrague. Il y a aussitôt plusieurs attaques simultanées de ce tunnel.
En mai 1891, Ernest Biver découvre le puits de mine, qui est foncé en 1893 : le village qui prend son nom - Puits Biver en 1926, Cité Biver en 1946.  Il meurt 16 ans avant l’achèvement de sa grande réalisation, la galerie de la Mer, creusée de Biver à La Madrague, pour évacuer les eaux qui envahissent les puits de mine.
En 1905, la rencontre entre les deux attaques, c’est-à-dire le percement définitif de la galerie, est opérée exactement au passage de la faille dite du Pilon du Roi. Dès lors, l’exploration de Gardanne peut en profiter pour faire couler naturellement les eaux. La galerie parcours 20 km depuis la mer à la Madrague, jusqu’aux mines de Gréasque-Fuveau.
En 1930, 2 000 personnes vivent dans 265 maisons et 500 logements de la Cité Biver.
En 1942 : le fonçage du Puits Gérard est entrepris pour développer l’exploitation de la « grande mine »;  ses 723 m de profondeur et son diamètre de plus de 6 m sont utilisés à partir de 1950. Il aura coûté 2 milliards de francs de l’époque.
En 1960, la Cité Biver compte 45 % d'Italiens, 16,5 % de Français 12 % d'Espagnols, 8 % de Polonais, 8 % de Nord-Africains, 7,5 % d'Arméniens, 3 % de Tchèques, et en 1970, une population de 3 000 personnes y réside (programme HLM).
En 1984, les Houillères du bassin de Provence emploient 2 200 mineurs. En 1996, ils sont 1 394 dont 200 « détachés » à la centrale thermique de Provence, située à cheval sur les communes de Meyreuil et Gardanne.
En 2003 les mines de Provence sont fermées. Désormais le charbon qui alimente la centrale viendra… de l’étranger.

### La création de la paroisse
C’est en 1925 que l’Abbé Joseph Coutheron, Vicaire de Gardanne, sollicite de l’archevêque d’Aix, Arles et Embrun, Monseigneur Rivière, « au nom des habitants de la Cité ouvrière du Puits-Biver », l’érection canonique de la nouvelle paroisse de Biver, avec comme patron sainte Barbe et comme titulaire le Sacré-Cœur de Jésus.
Le 1er novembre 1925, Mgr Rivière décrète officiellement « l’érection de la paroisse du Sacré-Cœur de Jésus, sise au hameau minier dit « Le Puits Biver » du doyenné de Gardanne.
L’abbé Couteron est nommé curé de la paroisse « le Puits Biver ».
Le premier baptême fut celui d’Ernest BRUN  le 15-11-1925. Le premier mariage, celui de Dominique PALANDRI et Andrea MEUNIER le 14-11-1925.
En 1975 pour les 50 ans de l’église, la cloche étant abimée, une nouvelle cloche fut bénie par monseigneur de Provenchères. Les marraine et parrain en furent Marie-Louise CHANCEAUX et Serge PAGANI.

## L’Unité pastorale Étoile-Saint-Michel
Cette Unité pastorale regroupe les cinq paroisses de Biver, Fuveau, Gardanne, Meyreuil et Mimet et fait partie du doyenné de Gardanne. Elle fut créée en 2001. Le curé, qui habite à Gardanne, est assisté de deux vicaires. De très nombreux laïcs participent à toutes les actions pastorales, de la liturgie, à la préparation au baptêmeou au mariage, à la visite des malades, à l’accompagnement des familles en deuil, aux actions caritatives, au jumelage avec la paroisse de Péhunco au Bénin, etc. L'Unité Pastorale a cessé d'exister en 2018.

## L’Unité pastorale Étoile-Sainte-Marie
Cette Unité Pastorale regroupe les quatre paroisses de Biver, Gardanne, Meyreuil et Mimet et fait partie du doyenné de Gardanne. Elle a été créée en 2018.